# داريو بياسي
داريو بياسي (بالإيطالية: Dario Biasi)‏ (24 أغسطس 1979 في إيطاليا - ) هو لاعب كرة قدم إيطالي في مركز الدفاع. لعب مع نادي تشيزينا ونادي جنوى ونادي سيينا ونادي فروسينوني ونادي كاربي ونادي كالياري وهيلاس فيرونا واتحاد بافيا لكرة القدم.